# Monoporella ellefsoni
Monoporella ellefsoni är en mossdjursart som beskrevs av James Dick 2008. Monoporella ellefsoni ingår i släktet Monoporella och familjen Monoporellidae. Inga underarter finns listade i Catalogue of Life.